# Plectreurys bicolor
Plectreurys bicolor is een spinnensoort uit de familie Plectreuridae. De soort komt voor in Mexico.